# Symplecta (Psiloconopa) hygropetrica
Symplecta (Psiloconopa) hygropetrica is een tweevleugelige uit de familie steltmuggen (Limoniidae). De soort komt voor in het Nearctisch gebied.